# الدوري الكوسوفي لكرة السلة
الدوري الكوسوفي لكرة السلة هو دوري كرة سلة للمحترفين في جمهورية كوسوفو تأسس في 1991 يلعب فيه 9 فرق. يعتبر فريق سيجال بريشتينا هو الأكثر تتويجا باللقب.

## أبرز الفرق
- سيجال بريشتينا

## وصلات خارجية
- الموقع الإلكتروني